# Paurotriozana adaptata
Paurotriozana adaptata är en insektsart som beskrevs av Caldwell 1940. Paurotriozana adaptata ingår i släktet Paurotriozana och familjen spetsbladloppor. Inga underarter finns listade i Catalogue of Life.